# Copper Blue
Copper Blue es el álbum debut de la banda de rock alternativo estadounidense Sugar, lanzado en 1992 a través de Rykodisc. Fue votado por la revista NME Álbum del año en 1992. Todas las canciones fueron compuestas por el guitarrista y vocalista Bob Mould, quien también coprodujo el disco con Lou Giordano. 

## Lista de canciones
1. "The Act We Act" – 5:10
2. "A Good Idea" – 3:47
3. "Changes" – 5:01
4. "Helpless" – 3:05
5. "Hoover Dam" – 5:27
6. "The Slim" – 5:14
7. "If I Can't Change Your Mind" – 3:18
8. "Fortune Teller" – 4:27
9. "Slick" – 4:59
10. "Man on the Moon" – 4:32

## Personal
- David Barbe - bajo
- Bob Mould - compositor, ingeniería, guitarra, teclados, percusión, producción, voces
- Malcolm Travis - batería, percusión
- Lou Giordano -ingeniería, producción
- Howie Weinberg - masterización
- Walter Donaldson - compositor
- Tom Bender - mezclas
- Mark C. - fotografía